# Ferdinand Gross (Journalist)
Ferdinand Gross (auch Groß; * 8. April 1848 in Wien; † 21. Dezember 1900 ebenda) war ein österreichischer Journalist, Schriftsteller und Dramatiker.

## Leben
Ferdinand Gross absolvierte in Wien seine Studien. Er trat bereits im Alter von 15 Jahren als Schriftsteller hervor und wurde von August Silberstein gefördert. Ab 1866 entfaltete er an eine lebhafte Tätigkeit als Mitarbeiter bei den politischen Feuilletons verschiedener Wiener und ausländischer Zeitungen. Als 1869 der Sueskanal eröffnet wurde, verfasste er darüber einen Artikel für die Morgenpost. 1872 war er ein Mitbegründer des Illustrierten Wiener Extrablatts. Nach Reisen durch Italien, Frankreich und den Orient lebte er längere Zeit in Prag und Budapest.
Bekannter wurde Gross, als er 1877 bei der vom Berliner Literarischen Zentralbüro ausgeschriebenen Konkurrenz für das beste Feuilleton mit seiner Humoreske Literarische Zukunftsmusik den ersten Preis errang. 1879 ging er als Redakteur des Feuilletons der Frankfurter Zeitung nach Frankfurt am Main, kehrte aber 1881 nach Wien zurück, um die Redaktion der Wiener Allgemeinen Zeitung zu übernehmen. Im Dezember 1886 gründete er die Monatsschrift Der Frauenfeind, die er kurzzeitig herausgab. Später führte er die Redaktion der Wiener Mode. Seit 1891 gehörte er der Redaktion des Wiener Fremdenblattes an. Von 1897 bis 1898 fungierte er als Präsident des Schriftstellerverbands Concordia. Nach seinem Tod im Dezember 1900 wurde er auf dem Wiener Zentralfriedhof beigesetzt.

## Werk
Seine kleinen Skizzen und Studien vereinigte Gross in zahlreichen Sammlungen:
- Kleine Münze, Breslau 1878
- Oberammergauer Passionsbriefe, Breslau 1880; neue Auflage 1890
- Nichtig und flüchtig, Leipzig 1880
- Mit dem Bleistift, Leipzig 1881
- Heut und gestern, Wien 1883
- Aus der Bücherei, Vorträge und Studien, Wien 1883
- Blätter im Winde, in: Bibliothek für Ost und West, Wien 1884; 2. Auflage, Leipzig 1888
- Aus meinem Wiener Winkel, Bilder, Leipzig 1885
- Literarische Modelle, Berlin 1887
- Goethes Werther in Frankreich, Leipzig 1888
- Zum Nachtisch, Leipzig 1889
- Was die Bücherei erzählt, Leipzig 1889
- Im Vorbeigehen, Leipzig 1892
- Ungebunden, Wien 1895
- Im Lachen und Lächeln, Stuttgart 1898
- Von der leichten Seite, Leipzig 1900

Wie in diesen Schriften ist Gross auch in seinen Gedichten (Leipzig 1880), Liedern aus dem Gebirge (Wien 1885) und Augenblicksbildern (Wien 1895) ein anmutiger Plauderer mit fein ironischem Humor. Für die Bühne schrieb er u. a. die Lustspiele Die neuen Journalisten (mit Max Nordau, Leipzig 1880) und Der erste Brief (Wien 1883). Als Dramatiker veröffentlichte er auch die einaktige Plauderei Geheimnisse (Wien 1877). Außerdem übersetzte er Daudets Der ältere Bruder, Daudets Hindernis und Coquelins Die Kunst und der Schauspieler (Wien 1883).